# Afiónas
Afiónas (Afionas, Afion) är en ort i Grekland.   Den ligger i prefekturen Nomós Kerkýras och regionen Joniska öarna, i den västra delen av landet, 400 km nordväst om huvudstaden Aten. Afiónas ligger 174 meter över havet och antalet invånare är 294. Den ligger på ön Korfu.
Terrängen runt Afiónas är platt norrut, men åt sydost är den kuperad. Havet är nära Afiónas åt sydväst. Runt Afiónas är det ganska tätbefolkat, med 214 invånare per kvadratkilometer. Närmaste större samhälle är Agios Georgis, 3,4 km öster om Afiónas. I omgivningarna runt Afiónas växer i huvudsak blandskog.